# Robert Madelin

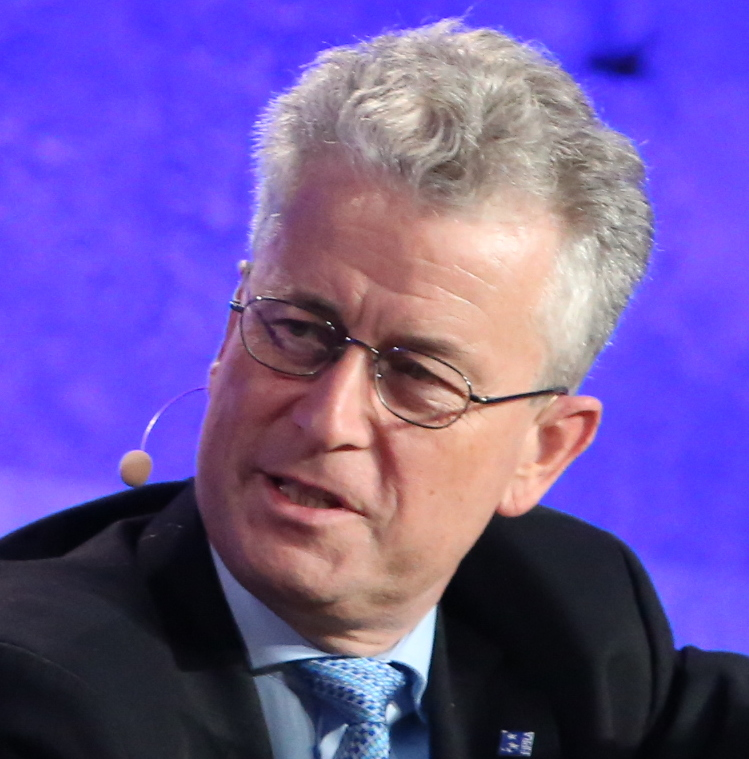
Robert Madelin

Robert Madelin (1957) is een Europees ambtenaar en adviseur.

## Biografie
Madelin werd geboren in 1957 in het Verenigd Koninkrijk. Hij volgde grammar school aan de Royal Grammar School in High Wycombe en studeerde later aan Magdalen College in Oxford. Tussen 1983 en 1984 studeerde hij nog aan de École nationale d'administration in Parijs.
In 1976 werd Madelin ambtenaar in het Verenigd Koninkrijk. Hij werkte voornamelijk in Londen en Brussel. Sinds 1993 is hij werkzaam voor de Europese Unie. Hij was tot 1997 lid van het kabinet van vicevoorzitter van de Europese Commissie Leon Brittan. Van 1997 tot 2003 was hij als directeur bij het directoraat-generaal Handel verantwoordelijk voor internationale economische relaties. Van 2004 tot 2010 was hij directeur-generaal van Gezondheid en Consumentenbescherming en tussen 2010 en 2012 van het Informatiemaatschappij en Media. Dat directoraat-generaal heet sinds juli 2012 Communicatienetwerken, Inhoud en Technologie, waarvan Madelin tot 2015 ook directeur-generaal was.
Sinds 1 september 2015 is Madelin 'senior adviser for innovation' bij de 'European Political Strategy Centre', een denktank van de Europese Commissie.

## Persoonlijk
Madelin trouwde in 1990 met Marie-Christine Jalabert.